# Óscar Bonfiglio
Óscar Bonfiglio (5 d'octubre de 1905 - 4 de novembre de 1987) fou un futbolista mexicà.

## Selecció de Mèxic
Va formar part de l'equip mexicà a la Copa del Món de 1930.